# Туркменизација
Туркменизација је незванични израз који се користи за именовање националне политике у савременом Туркменистану чији је циљ „оживљавање древних националних и културних вредности туркменског народа“, јачање улоге и доминације туркменског језика и утицај особља које искључиво говорe туркменски језик у државној и јавној управи и јавном животу.

## Преглед националне ситуације
У позадини одбацивања совјетских вредности, власти Туркменстана промовишу нове, стављајући на чело национални и верски (ислам) утицај. Успостављена је контрола над грађанима, од којих је већина, иначе, незапослена и живе од помоћи државе која главни приход остварује од продаје гаса Кини. Политика Гурбангулија Бердимухамедова, попут његовог претходника Сапармурата Нијазова, одржава полицијску контролу.
Староседеоци земље не-титуларне нације (најчешће Узбеци) немају могућност да добију држављанство, што даје право на државну помоћ, образовање, напуштање земље, па су на тај начин сведени на грађане другог реда. Многи од њих покушавају да промене националност у документима, поготово што држава подржава ову праксу. Многи Туркмени који су напустили земљу да би се школовали у другим републикама током совјетске ере такође су остали без држављанства и често не могу да уђу или напусте Туркменистан.
Број становника у земљи опада, а готово једино место за легално напуштање грађана је Турска. Они лишени држављанства земљу илегално напуштају, јер је ситуација у Туркменистану за њих неподношљива.

## Позадина
Током совјетске ере у тој републици су живели многи не-Туркмени (Руси, Украјинци, Белоруси, Немци, Јевреји, Корејци, Јермени, Азербејџанци). Политика „турменизације“ започела је у Туркменистану доласком Туркмена Сапармурата Нијазова у ову републику 1985. године, али се интензивирао након његовог избора за председника републике и независности Туркменистана 1991. године.
Током деведесетих година политика председника Сапармурата Нијазова била је усмерена на „оживљавање туркменског народа“. Као део политике, грађани који нису се изјаснили као Туркмени углавном су отпуштани из владиних служби и институција. То се односи и на Јомуде и Теке, јер нису позиционирани као Туркмени. Држављанство је кључ запослења, а самим тим и могућности дистрибуције добара и новца. Податке о националном саставу, као и друге области информација о Туркменистану, независни стручњаци сматрају непоузданим и фалсификованим.
Промена руководећих положаја на Туркменским изазвала је значајне потешкоће, с обзиром да је туркменска интелигенција била малобројна. Многе важне положаје заузимала је интелигенција Јермена, Узбека и Руса, што је негативно утицало на стање у републици. На пример, до 1948. године у Ашхабату је живело толико Јермена да се сматрао јерменским градом..

## Туркменизација у религији
На улазу у сваку џамију, православну цркву и храм постало је обавезно истицање заставе Туркменистана, цитата Сапармурата Нијазова и његових портрета, као и копија Рухнаме. Вернике је подстицало да на улазу у ове институције додирну или пољубе примерак Рухнаме. Исламским свештеницима који говоре узбечки језик забрањен је рад у било којим џамијама, гробљима и другим светим местима, као и употреба узбекистанског језика у својим проповедима. Проповеди свештенства морају бити одржане на туркменском језику. Било је дозвољено користити арапски језик искључиво као језик намаза и езана.

## Преименовање топонима
У оквиру туркменизације извршено је преименовање насеља и региона. Регион Тасхауз, прво је то постао Далаховски велајет, затим Далагушки велајет, у част Огуза, који се сматрају родоначелницима модерних Туркмена. Регија Чарџија преименована је у Лебапски велајет, регион Красноводск - у Балкански велајет, Регија Ашгабат - у Ахалски велајет. Само Маријански велајет није остао преименован (осим замене „области“ велајатом). Низ насеља, чија имена нису одговарала новој идеологији, такође је променило име, од којих су најзначајнија Красноводск (данас Туркменбаши), Тасхауз (прво преименовано у Досховуз, сада Дашогуз), Мерв (данас Марија), Чарџоу (сада Туркменабад). Извршена су и друга преименовања.

## Последице туркменизације
Туркменистан, лишен драгоценог људског ресурса и фокусиран на административно-државно одржавање статуса и спречавање одласка становништва, почео је да доживљава велике потешкоће у економији. Упркос укидању бесплатног бензина и гаса, смањењу испоруке робе по државној цени, у земљи се развила економска криза у позадини робног дефицита.